# خضرية نيئة

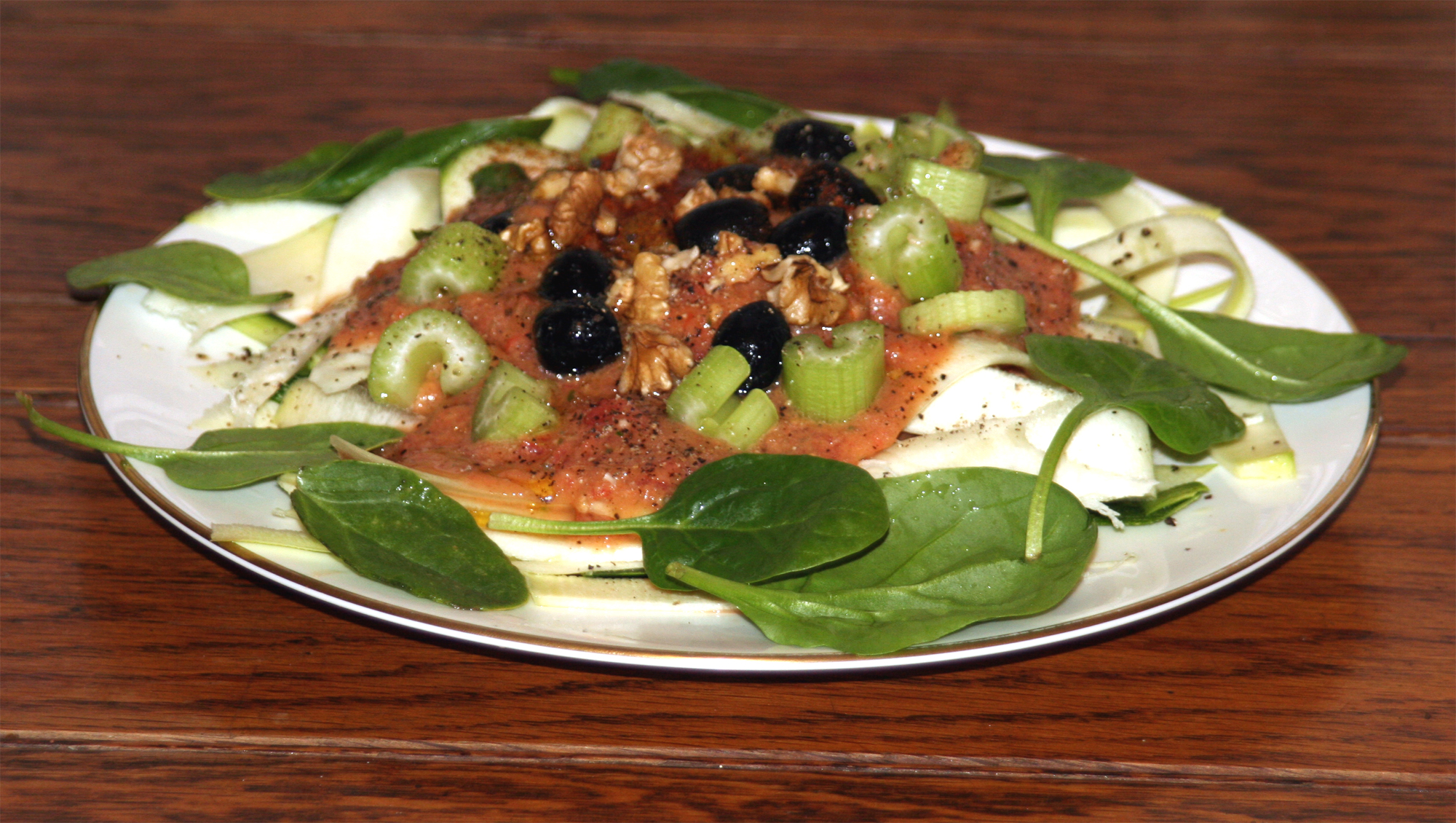
صلصة طماطم خضرية نيئة مع الزيتون والكرفس والسبانخ والجوز على «معكرونة» الكوسة.

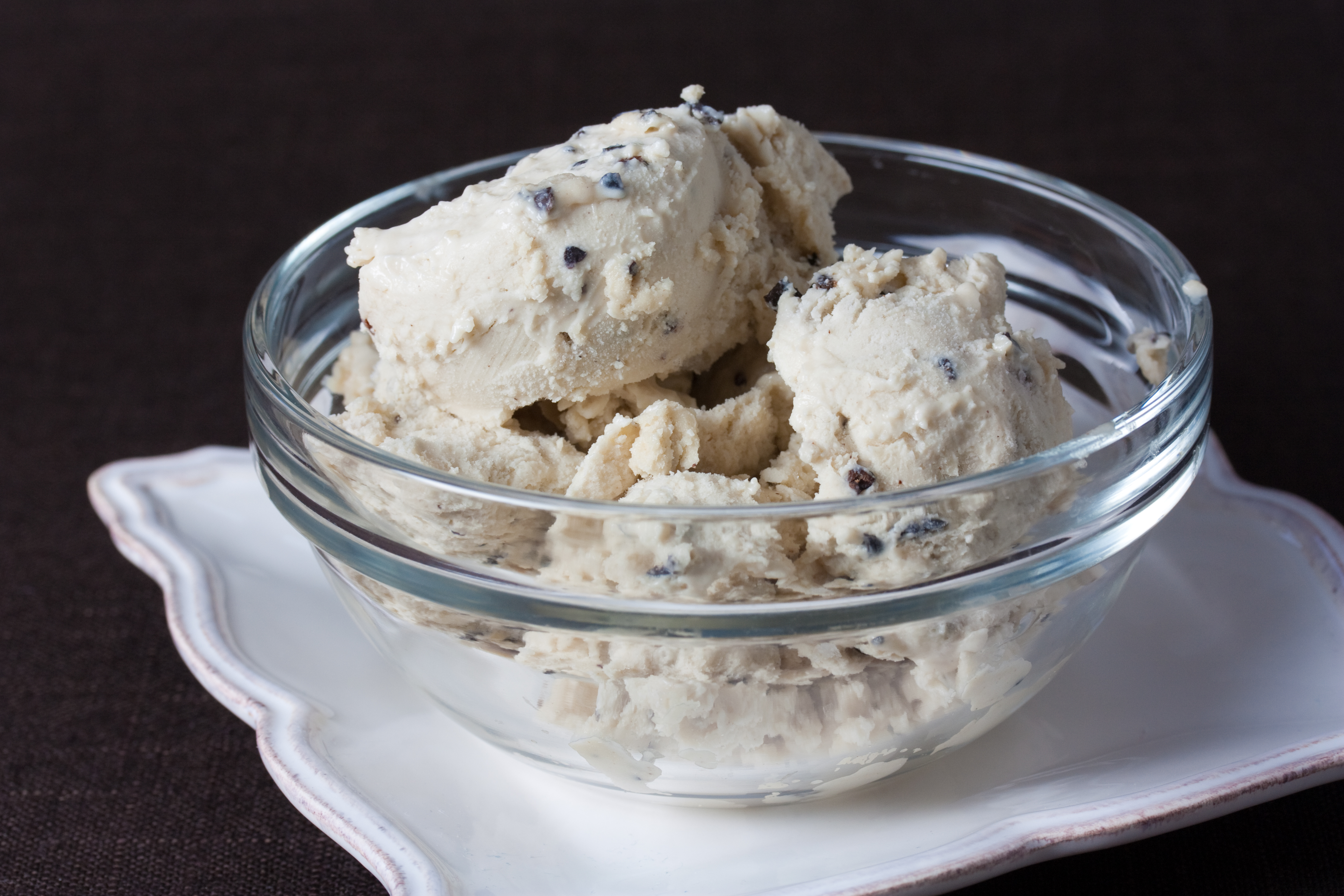
آيس كريم نباتي صرف نيئ

الخضرية النيئة أو النباتية الصرفة النيئة هو النظام الغذائي الذي يجمع بين مفاهيم الخضرية والنظام الغذائي النيئ. ففهو يستثني جميع المواد الغذائية والمنتجات ذات الأصل الحيواني، إضافة إلى الطعام المطبوخ في درجة حرارة فوق 48 °م (118 °ف). النظام الغذائي الخضري النيئ تشمل الخضار والفواكه والمكسرات وزبدة الجوز، الحبوب والبقوليات، والبذور, والزيوت النباتية، والأعشاب البحرية ، الفطر، والعصائر الطازجة. هناك العديد من الأشكال المختلفة من هذا النظام الغذائي، بما في ذلك الثامرية والحمية القائمة على شرب العصائر .

## الدوافع

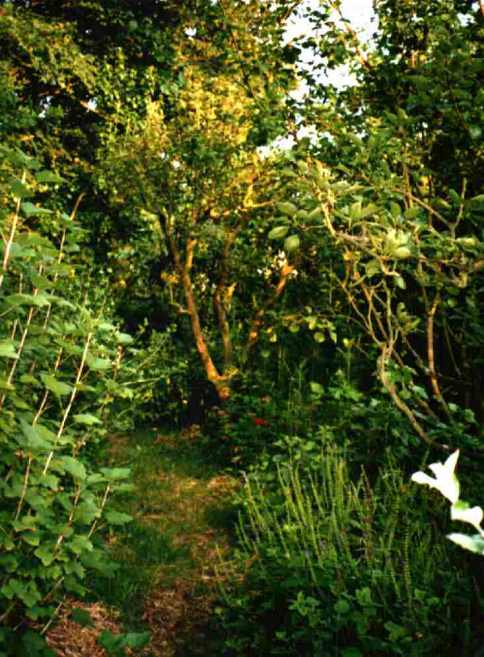
غابة روبرت هارت المطرية في إنجلترا

بالإضافة إلى أخلاقيات تناول اللحوم، الألبان، البيض والعسل. قد تكون دوافع خضريي الطعام النيئ صحية أو روحية أو مالية أو بيئية، أو أي مزيج منها.
من حيث الصحة، يعتقد بعض خضريي الطعام النيئ أن طهي الأطعمة يدمر التوازن المعقد للمغذيات الدقيقة. وقد يعتقدون أيضا أنه خلال عملية الطهي يتم إنتاج المواد الكيميائية الخطرة بالتفاعل الحراري مع الدهون، والبروتين، والكربوهيدرات مثل منتجات نهائية glycation المتقدمة (AGEs) وغيرها. كما قد اتبع العديد من الرياضيين النظام الغذائي الخضري النيئ قليل الدسم .
إلى جانب أن الأطعمة النباتية الخام، مثل الفواكه والخضراوات والحبوب الكاملة والبقوليات والبذور والمكسرات ، توفر مكونات الألياف الغذائية - الألياف المخمدة والألياف غير القابلة للذوبان - التي توفر فوائد صحية متنوعة.

## الاعتبارات
يجب على خضريي الطعام النيئ التأكد من أن الكمية المتناولة من فيتامين ب12 كافية لأنها لا تتواجد في الأغذية النباتية النيئة. وللحصول على فيتامين B12 يتطلب الخضريون الأطعمة المقواة بفيتامين B12 أو استخدام المكملات الغذائية.
قد تحدث الأمراض التي تنتقل عن طريق الأغذية من عدوى بكتيرية أو فيروسية أو طفيلية نتيجة لاستهلاك الفواكه والخضراوات أو الأطعمة النباتية الأخرى الملوثة بالميكروبات الدقيقة. من الممكن أن لا يكون الشطف كافياً بشكل كافٍ لتحليل الخس من الكائنات الدقيقة، خاصة عندما يكون تلوث المياه المستخدم لزراعتها مرتفعا.
أنشأت إدارة الغذاء والدواء الأمريكية قائمة من الأطعمة التي نادرا ما تستهلك بشكل نيئ ، ولذلك ينصح بالطبخ لقتل الكائنات الدقيقة. لذلك، لا يوصى بتناول جميع الأطعمة النباتية في السوق وهي غير مطبوخة. وبالمثل، فإن تحضير الأغذية النباتية وتعبئتها قد يؤدي إلى ظهور مسببات الأمراض من المعدات الصناعية، وينبغي طهيها لاحقًا لأجل سلامة الأغذية حيث هنالك علامات تحذير على بعض الأطعمة المجمدة والمجففة لهذا الغرض .

## الأبحاث
الدراسات الطبية على الأنظمة الغذائية النيئة أظهرت بعض النتائج الإيجابية والسلبية  الصحية.